# Musique militaire (roman)
 (mars 2021).
Si vous disposez d'ouvrages ou d'articles de référence ou si vous connaissez des sites web de qualité traitant du thème abordé ici, merci de compléter l'article en donnant les références utiles à sa vérifiabilité et en les liant à la section « Notes et références ».

Musique militaire (titre original : Militärmusik) est un roman de Vladimir Kaminer publié en 2001 en allemand, devenu en Allemagne un véritable best-seller qui fait de son auteur un des jeunes écrivains de l'avant-garde littéraire. Il a été traduit en plusieurs langues, dont le français, en 2003. Musique militaire se présente comme le récit de la jeunesse de son auteur au pays des Soviets.

## Résumé
Né à Moscou le jour du cinquantième anniversaire de la Révolution d’Octobre (1967), le petit Kaminer semble avoir du mal à prendre la vie au sérieux et se révèle tout à fait prolixe en histoires, après un épisode étonnant devant un exhibitionniste dans une forêt. 
Responsable de l’information politique de son école, il fait une grosse gaffe en annonçant une déclaration de guerre du Zimbabwe à la Russie. Il est ensuite pionnier au camp de vacances du « Jeune Marin », où éducateurs et enfants communiquent en morse par le biais de petits drapeaux rouges.
Il est stagiaire au Théâtre Maïakovski dont le directeur procède à des alcootests avant les représentations. Il convoie un troupeau de bovins vers l’Ouzbékistan : un voyage parsemé d'aventures hautement surréalistes !
Il devient gardien et animateur culturel d’un parc public peuplé d'ivrognes où sont programmées des conférences telles que « Les effets nocifs de l’alcool ou y a-t-il une vie sur Mars ? ».
Il organise des concerts underground, parfait glandeur chez les Soviets, il est aussi le roi du système D, au grand dam des bureaucrates et du KGB. 
Puis survient la perestroïka, et ses promesses de liberté. Sa brillante carrière de « parasite social » se termine. Il quittera son pays en 1990.

## Édition
- Musique militaire, traduit de l’allemand par J. Étoré-Lortholary, Paris : Belfond, 2003, 187 pages  (ISBN 2714439098)